# Cociulia Nouă, Leova
Cociulia Nouă este un sat din cadrul comunei Băiuș din raionul Leova, Republica Moldova.

## Demografie

### Structura etnică
Structura etnică a localității conform recensământului populației din 2004:
| Grup etnic                    | Populație | % Procentaj |
| ----------------------------- | --------- | ----------- |
| Băștinași declarați Moldoveni | 214       | 97,72%      |
| Ruși                          | 3         | 1,37%       |
| Ucraineni                     | 1         | 0,46%       |
| Găgăuzi                       | 1         | 0,46%       |
| Total                         | 219       |             |